# Maria Teresa Lega
Anna Lega (Brisighella, 13 de enero de 1812 - Cesena, 27 de enero de 1890), más conocida como Maria Teresa Lega o también por su nombre religioso María Teresa de la Exaltación de la Cruz, fue una religiosa católica italiana, de la Tercera Orden Regular de San Francisco y fundadora de la Congregación de Hermanas de la Sagrada Familia. Es considerada venerable en la Iglesia católica.

## Biografía
Anna Lega nació el 13 de enero de 1812 en Brisighella (Italia). Sus padres fueron Miguel Lega y Gentile Tondino. Recibió una sólida educación religiosa, en el colegio Emiliani de Fognano, de las Hermanas Dominicanas, donde permaneció hasta el 31 de julio de 1831. A pesar de la oposición de sus padres consigue entrar al monasterio de las dominicas de Fognano, donde emitió sus votos el 27 de septiembre de 1835, tomando el nombre de María Teresa de la Exaltación de la Cruz. Fue la encargada de seguir e instruir y formar cultural y cristianamente a las jóvenes del convictorio. Más tarde fue nombrada maestra de novicias. En Fognano eran acogidas sólo muchachas pudientes y la puerta se cerraba a las más pobres. Esto para ella era motivo de dolor. Por ello se sintió llamada a la fundación de un nuevo instituto donde fueran recibidas muchachas pobres, abandonadas, expuestas a los peligros de la calle.
El 16 de julio de 1871, con el apoyo del papa Pío IX Maria Teresa fundó, en Modigliana, la Congregación de Hermanas de la Sagrada Familia de la Tercera Orden Regular de San Francisco, con el fin de acoger, asistir y formar muchachas expuestas a las insidias de la calle. El 27 de enero de 1890, murió a los 78 años de edad, en Cesena. Hoy (2018) el instituto fundado por ella se encuentra en Italia, Colombia y Mozambique.

## Culto
El 20 de abril de 1990 se clausuró el proceso diocesano en pro de la beatificación y canonización de Maria Teresa Lega. El papa Juan Pablo II la declaró venerable el 25 de junio de 1996.